# Apollo, Pennsylvania
Apollo är en kommun av typen borough i Armstrong County i Pennsylvania. Vid 2010 års folkräkning hade Apollo 1 647 invånare.